# Malschwitz

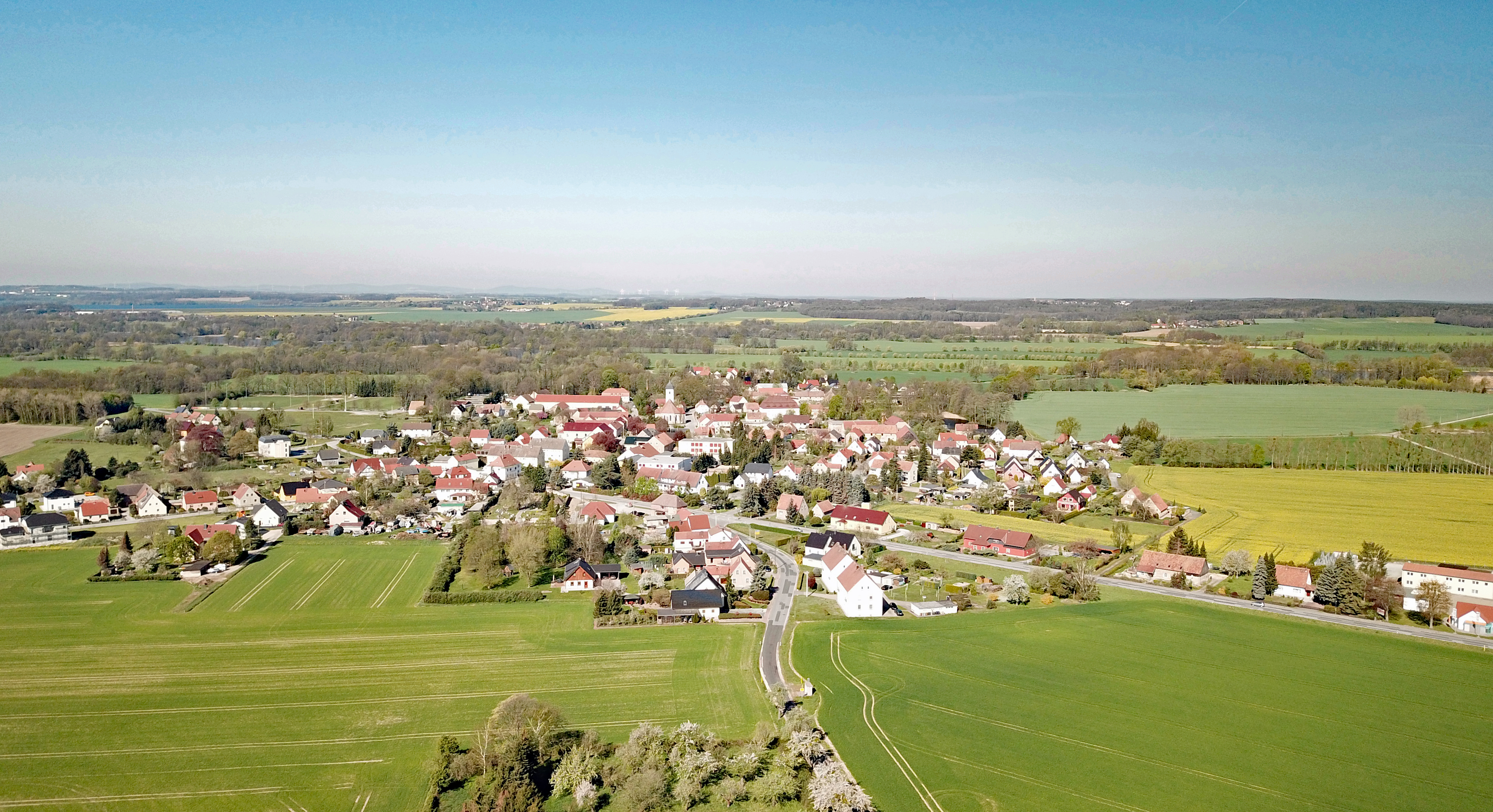
Luftbild

Malschwitz, obersorbisch Malešecyⓘ, ist ein Ort und die zugehörige Gemeinde etwa sechs Kilometer nordöstlich von Bautzen in Sachsen. Es zählt zum amtlichen Siedlungsgebiet der Sorben.

## Geografie und Verkehr
Die Gemeinde Malschwitz liegt nördlich der Talsperre Bautzen sowie im Süden des Oberlausitzer Heide- und Teichlandschaft. Landschaftsprägend ist die ausgedehnte Niederung der Flüsse Spree, Kleine Spree, Kotitzer Wasser  und Löbauer Wasser. Hier befinden sich mehrere Teichgebiete mit   Schilfbeständen. Beim Ortsteil Kleinbautzen kreuzt die A 4 das Gemeindegebiet. Diese ist über den Anschluss Bautzen-Ost (ca. 5 km) zu erreichen. Durch das Gemeindegebiet führt die B 156. Beim Ortsteil Lömischau mündet rechtsseitig das Löbauer Wasser in die Spree.

### Gemeindegliederung
Zur Gemeinde Malschwitz gehören folgende 23 Ortsteile:
| - Baruth bei Bautzen (Bart), 378 Einwohner - Briesing (Brězynka), 111 Einwohner - Brießnitz (Brězecy), 61 Einwohner - Brösa (Brězyna), 192 Einwohner - Buchwalde (Bukojna), 151 Einwohner - Cannewitz (Skanecy), 86 Einwohner - Doberschütz (Dobrošecy), 168 Einwohner - Dubrauke (Dubrawka), 150 Einwohner - Gleina (Hlina), 143 Einwohner - Guttau (Hućina), 289 Einwohner - Halbendorf/Spree (Połpica), 174 Einwohner - Kleinbautzen (Budyšink), 384 Einwohner | - Kleinsaubernitz (Zubornička), 333 Einwohner - Lieske (Lěskej), 42 Einwohner - Lömischau (Lemišow) mit Neulömischau (Nowy Lemišow), 95 Einwohner - Malschwitz (Malešecy), 630 Einwohner - Neudorf/Spree (Nowa Wjes/Sprjewja), 150 Einwohner - Niedergurig (Delnja Hórka), 440 Einwohner - Pließkowitz (Plusnikecy), 181 Einwohner - Preititz (Přiwćicy), 222 Einwohner - Rackel (Rakojdy), 220 Einwohner - Ruhethal (Wotpočink), 12 Einwohner - Wartha (Stróža), 144 Einwohner |

## Geschichte

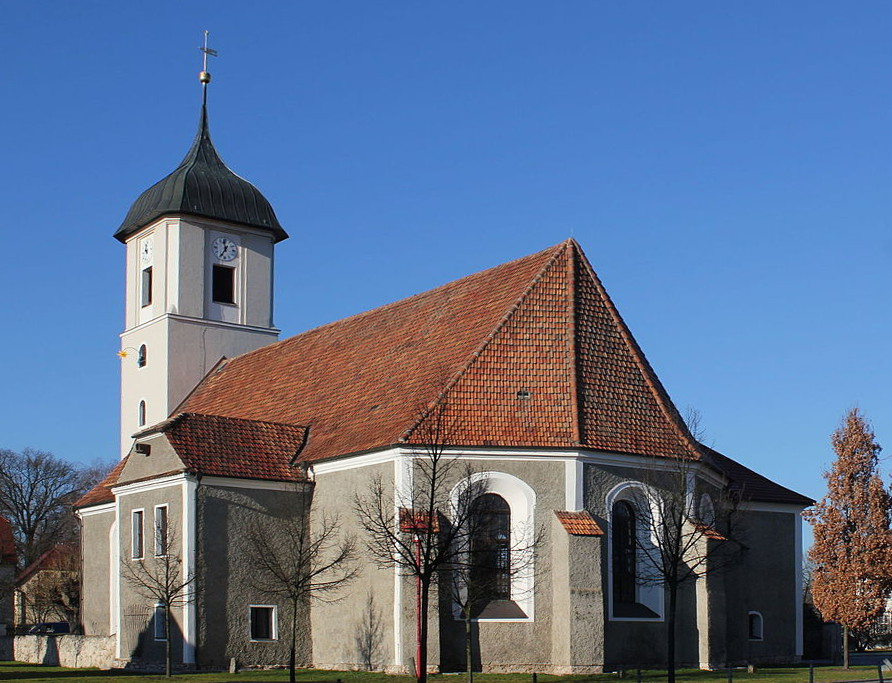
Evangelische Kirche in Malschwitz

Der Ortsname ist sorbischer Herkunft und stammt von einem Personennamen Mališ oder Małyš ab (sorbisch mały = „klein“). Bereits vor dem Jahr 1000 wurde ein Milzener Fürstengut und nach 1000 ein königliches Tafelgut um Kleinbautzen und Preititz erwähnt. Die erste nachweisbare Erwähnung des Ortes als Malswiz stammt von 1225. Um 1430 wird Malschwitz als Rittersitz genannt.
Am 12. April 1715 vernichtet ein Feuer die Fachwerkkirche, die Schule, das Rittergut und 14 Bauerngüter. Die neue Kirche wird 1716 in massiver Bauweise an selber Stelle erbaut. Der heutige Turm wird erst 1913 angebaut.
In der Schlacht bei Bautzen am 20. und 21. Mai 1813 wurde Malschwitz zum Schlachtfeld. Das umkämpfte Dorf brannte nieder.
Für seine Statistik über die sorbische Bevölkerung in der Oberlausitz ermittelte Arnošt Muka in den 1880er Jahren für den Ort eine Bevölkerungszahl von 582 Einwohnern; davon waren 554 Sorben (95 %) und 28 Deutsche. 1921 gründete sich in Malschwitz eine Einheit des Serbski Sokoł. Auch 1956 war laut Ernst Tschernik noch eine Mehrheit von 60,6 % der Bevölkerung sorbischsprachig. Der Sprachwechsel hin zum Deutschen erfolgte weitgehend in der zweiten Hälfte des 20. Jahrhunderts.
Bei Forschungsbohrungen wurde im Jahre 1998 das an der Erdoberfläche nicht sichtbare verdeckte Maar von Baruth bestätigt. Gesichert gilt damit die „Baruther Vulkangruppe“ bestehend aus den Vulkanen bei Baruth und Guttau sowie den verdeckten Kratern (Maare) bei Baruth und Kleinsaubernitz. Entstanden sind diese im Tertiär vor 22 bis 27 Millionen Jahren.
Eingemeindungen
Im Jahr 1936 wurde die Gemeinde Pließkowitz eingemeindet. Im Zuge der Gemeindegebietsreform von 1994 wurden die Gemeinden Baruth, Kleinbautzen, Malschwitz und Niedergurig zur neuen Gemeinde Malschwitz zusammengelegt. Zum 1. Januar 2013 erfolgte der Zusammenschluss mit der Nachbargemeinde Guttau (bis 1995 Gemeinden Neudorf/Halbendorf, Kleinsaubernitz und Guttau).

## Politik
- Linke: 1
- FW M/P: 3
- FW G: 1
- BSV: 1
- CDU: 6
- AfD: 6

### Gemeinderat
Die Kommunalwahlen der vergangenen Jahre ergaben folgende Stimm- bzw. Sitzverteilungen:
| Parteien und Wählergemeinschaften                 | 2024   | 2024   | 2019   | 2019   | 2014   | 2014   |
| Parteien und Wählergemeinschaften                 | %      | Sitze  | %      | Sitze  | %      | Sitze  |
| ------------------------------------------------- | ------ | ------ | ------ | ------ | ------ | ------ |
| Alternative für Deutschland (AfD)                 | 34,8   | 6      | 20,5   | 1      | ―      | ―      |
| Christlich Demokratische Union Deutschlands (CDU) | 33,5   | 6      | 34,1   | 7      | 50,4   | 10     |
| Freie Wählergemeinschaft Malschwitz/Pließkowitz   | 17,5   | 3      | 23,1   | 4      | 20,4   | 4      |
| Freie Wählerschaft Guttau                         | 4,6    | 1      | –      | –      | –      | –      |
| Die Linke (Linke)                                 | 3,8    | 1      | 7,3    | 1      | 7,7    | 1      |
| Baruther Sportverein 90 e. V. (BSV 90)            | 3,7    | 1      | 3,6    | 0      | 5,8    | 1      |
| Freie Demokratische Partei (FDP)                  | 2,1    | –      | 11,4   | 2      | 10,6   | 2      |
| gesamt                                            | 100,0  | 18     | 100,0  | 15     | 100,0  | 18     |
| Wahlbeteiligung                                   | 77,2 % | 77,2 % | 73,5 % | 73,5 % | 60,2 % | 60,2 % |

Seit der Gemeinderatswahl am 9. Juni 2024 verteilen sich die 15 Sitze des Gemeinderates folgendermaßen auf die einzelnen Gruppierungen:
- AfD: 6 Sitze
- CDU: 6 Sitze
- Freie Wählergemeinschaft Malschwitz/Pließwitz: 3 Sitze
- Freie Wählerschaft Guttau: 1 Sitz
- Linke: 1 Sitz
- Baruther SV 90 e. V.: 1 Sitz

### Bürgermeister
Bürgermeister ist seit 2008 Matthias Seidel (CDU).
| Wahl | Bürgermeister   | Vorschlag | Wahlergebnis (in %) |
| ---- | --------------- | --------- | ------------------- |
| 2022 | Matthias Seidel | CDU       | 70,1                |
| 2015 | Matthias Seidel | CDU       | 67,2                |
| 2008 | Matthias Seidel | CDU       | 51,8                |
| 2001 | Günter Sodan    | Sodan     | 61,2                |
| 1994 | Günter Sodan    | Sodan     | 50,7                |

### Partnergemeinden
Partnergemeinden von Malschwitz sind Desná in Tschechien, Gromadka in Polen und Sióagárd in Ungarn. Eine enge Freundschaft verbindet seit 1990 Guttau mit Guttau in der Gemeinde Grömitz, Ost-Holstein.

## Sehenswürdigkeiten

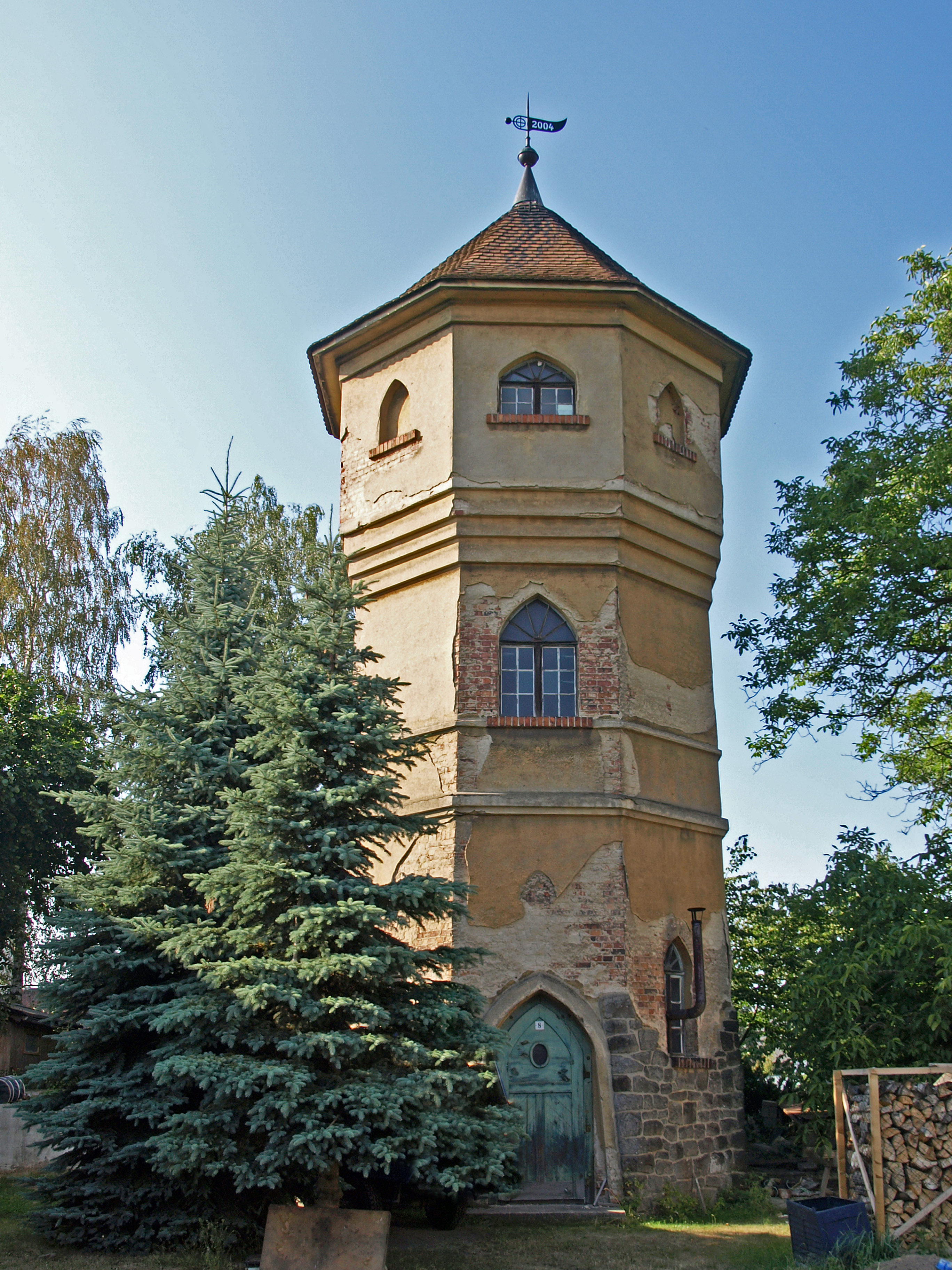
Wasserturm in Baruth (Malschwitz)

- Talsperre Bautzen, Infozentrum an der Staumauer in Niedergurig
- Herrenhäuser in Preititz, Kleinbautzen und Guttau
- Altes Schloss Malschwitz (Oberhof)
- Schloss Malschwitz (Niederhof)
- Historisches Rittergut in Niedergurig
- Arnošt-Bart-Haus in Briesing
- Landschaftsschutzgebiet Spree und Kleine Spree
- Kriegsopfergedenkstätte in Halbendorf/Spree
- Infozentrum „Haus der Tausend Teiche“ in Wartha
- Kirche Malschwitz
- Rieseneiche von Niedergurig (ziert das Gemeindewappen)
- Lutherdenkmal auf dem Gottlobsberg bei Niedergurig
- Technisches Denkmal „Altes Basaltwerk“ in Baruth[13]
- Geologischer Lehrpfad in Baruth, Vulkanismus
- Historischer Dorfanger in Brösa
- Bergbaumuseum „Olba“, alte Bäckerei Kleinsaubernitz
- Alte Brennerei mit Storchennest in Guttau, jetzt Feuerwehr
- Olbasee beim Ortsteil Kleinsaubernitz
- Elchgehege im Heidewald bei Wartha
- Schulmuseum K.A. Kocor in Wartha
- Teufelsstein (mutmaßliches Sonnenheiligtum)
- Wasserturm in Baruth

Die Kulturdenkmale sind in der Liste der Kulturdenkmale in Malschwitz aufgeführt.

### Naturschutz
- Siehe auch: Liste der Naturdenkmale in Malschwitz

## Bildung

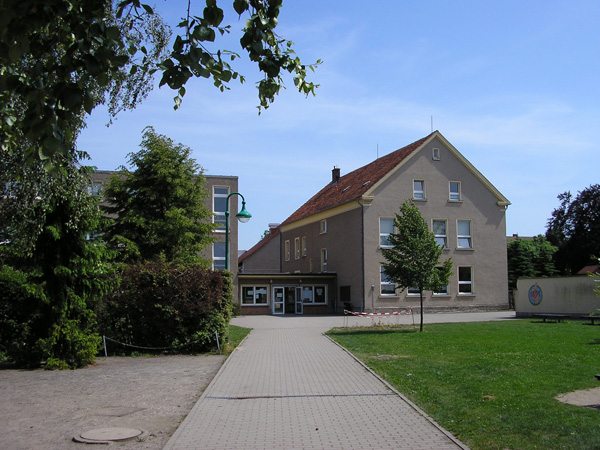
Oberschule der Gemeinde Malschwitz

Die Gemeinde Malschwitz verfügt über zwei Grundschulen (in Baruth und Guttau) und eine Oberschule.

## Persönlichkeiten
- Friedrich Adolph von Haugwitz (1637–1705), u. a. Oberhofmarschall, Steuerdirektor und Kriegsrat
- Kurt Krjeńc (Kurt Krenz, 1907–1978), Kommunist und SED-Funktionär, langjähriger Domowina-Vorsitzender